# Fidel Tello Repiso
Fidel Tello Repiso (Aracena, Huelva; 28 de junio de 1925-Aracena; 13 de febrero de 2023) fue un pintor español.

## Biografía
A los once años sale de su localidad para hacer el bachillerato en los Maristas de Sevilla. Allí encuentra como profesor de dibujo a Enrique Orce, quien lo anima a dibujar hasta en los recreos.
Tiene la suerte de coincidir con Gustavo Bacarisas que le brinda su amistad, le anima y ayuda constantemente a pintar. A los diecisiete años expone por primera vez en Nerva (Huelva) con motivo de las fiestas patronales y el Ayuntamiento le da un premio de dibujo; más tarde en Sevilla obtiene el premio S.E.U. Ingresa en la escuela de Artes Aplicadas donde realiza cuatro cursos en un solo año con la máxima calificación y un premio en dibujo de escultura. La Diputación de Sevilla, en el concurso "Antiguo reino de Sevilla", le concede el premio de grabado por una panorámica de Aracena. Ingresa en la Facultad de Bellas Artes de Santa Isabel de Hungría en Sevilla, donde cursa sus estudios. Obtiene el título de profesor de pintura y dibujo. Participa en algunas exposiciones colectivas. Primavera y otoño en Sevilla, Huelva, Tenerife y Madrid; otras individuales en Tenerife, Huelva y Aracena.
Hay producciones de Fidel en Caracas, San Francisco (California), La Habana, Madrid, Canarias y varias ciudades españolas. Durante mucho tiempo ha tenido su estudio de pintura en Sevilla, donde impartió clases de dibujo. Tenía su estudio en su ciudad natal, Aracena.

## Obra
El pintor le da al dibujo una importancia primordial. Es importante reseñar que la inmensa mayoría de sus cuadros están realizados con espátula, motivo por el que se tuvo que someter a un exhaustivo aprendizaje dado que él pretendía no prescindir del dibujo y realizar los cuadros con la técnica de espátula que le facilitaba una mayor limpieza del pigmento. Por tanto sus cuadros al óleo son un alarde de paciencia, color y un dibujo tan suelto y limpio como solo puede conseguir una persona entregada a su profesión por entero.

### Galería

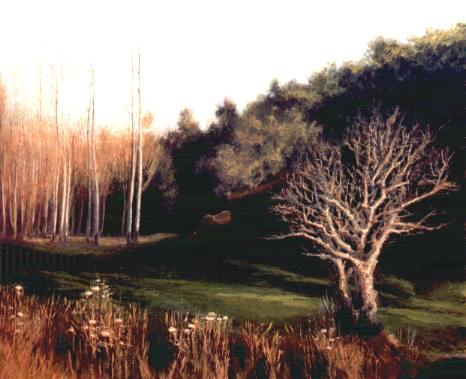
Camino de Carboneras.
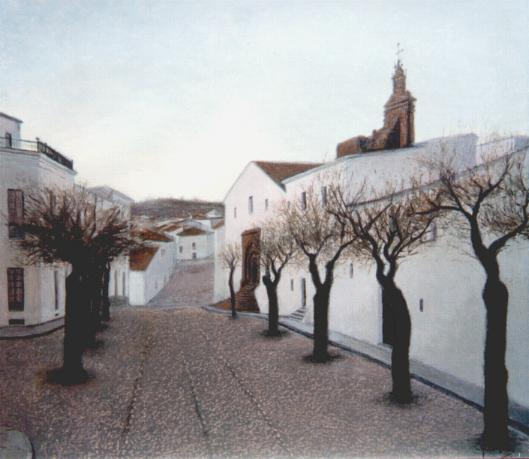
Plaza de Santa Catalina.
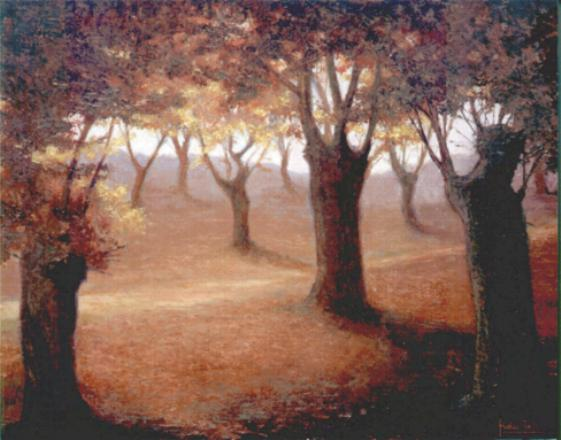
Castaños.
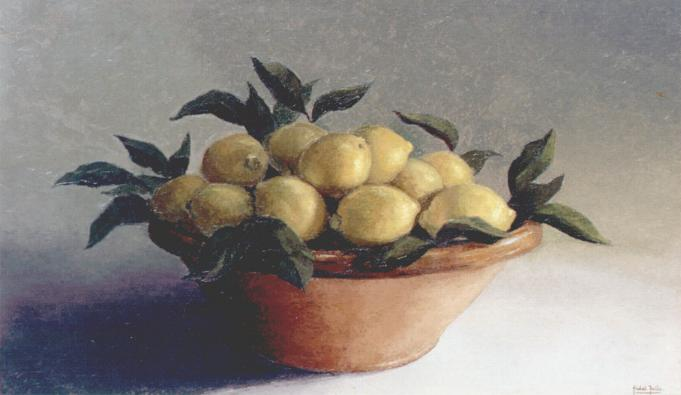
Limones.
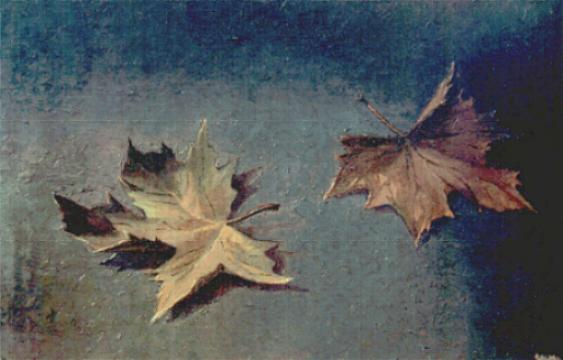
Otoño.

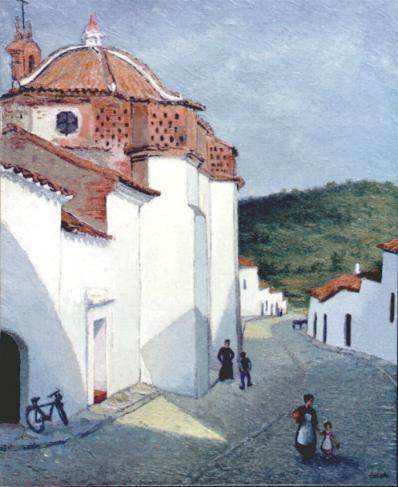
Convento Jesus Maria Aracena.
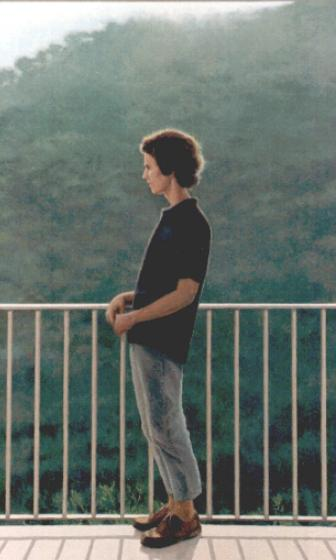
El Mirador.
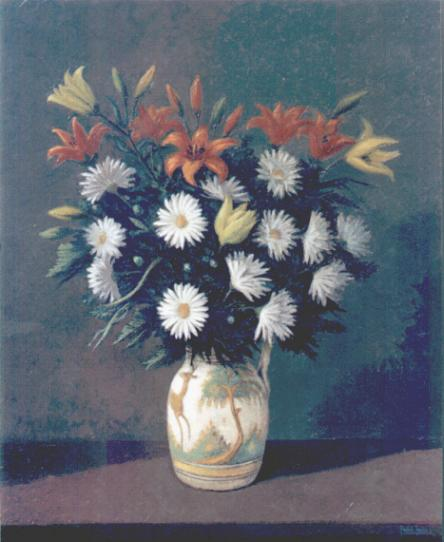
Margaritas y lirios.